# Country-Musik 1945
Die Liste bietet eine Übersicht über das Jahr 1945 im Genre Country-Musik.

## Top-Hits des Jahres

### Nummer-eins-Hits
- 3. Februar – I'm Losing My Mind Over You – Al Dexter
- 17. März – There's a New Moon Over My Shoulder – Jimmie Davis
- 31. März – Shame On You – Spade Cooley
- 14. April – Smoke On The Water – Bob Wills and His Texas Playboys
- 19. Mai – At Mail Call Today – Gene Autry
- 7. Juli – Stars and Stripes on Iwo Jima – Bob Wills and His Texas Playboys
- 28. Juli – Oklahoma Hills – Jack Guthrie
- 25. August – You Two-Timed Me One Time Too Often – Tex Ritter
- 27. Oktober – With Tears in My Eyes – Wesley Tuttle
- 7. November – Sioux City Sue – Dick Thomas
- 24. November – Shame on You – Lawrence Welk Orchestra with Red Foley
- 8. Dezember – It's Been So Long Darling – Ernest Tubb
- 15. Dezember – Silver Dew on the Blue Grass Tonight – Bob Wills and His Texas Playboys

### Weitere Hits
- Careless Darlin’ – Ernest Tubb
- Christmas Carols At The Old Corral – Tex Ritter
- Don't Fence Me In – Gene Autry
- Don't Hang Around Me Anymore – Gene Autry
- Each Minute Seems A Million Years – Eddy Arnold
- Each Night At Nine – Floyd Tillman
- Hang Your Head In Shame – Bob Wills and His Texas Playboys
- Hang Your Head In Shame – Red Foley
- Headin' Down The Wrong Highway – Ted Daffan
- Hitler's Last Letter To Hirohito – Carson Robinson
- I Never Let You Worry My Mind – Red Foley
- I'll Wait For You Dear – Al Dexter
- I'm A Branding My Darling With My Heart – Jack Guthrie
- I'm A Convict With Old Glory In My Heart – Elton Britt
- I'm Gonna Build A Big Fence Around Texas – Gene Autry
- I'm Lost Without You – Al Dexter
- I've Taken All I'm Gonne Take – Gene Autry
- Jealous Heart – Tex Ritter
- Mexico Joe – Ivie Anderson
- Shadow On Your Heart – Ted Daffan
- Texas Playboy Rag – Bob Wills and His Texas Playboys
- Tomorrow Never Comes – Ernest Tubb
- You Don't Care What Happens To Me – Bob Wills and His Texas Playboys
- You're Breaking My Heart – Ted Daffan

## Geboren
- 14. März – Michael Martin Murphey,
- 5. Juni – Don Reid, Mitglied der The Statler Brothers.
- 20. Juni – Anne Murray
- 12. Juli – Butch Hancock
- 24. August – Ronee Blakley
- 10. November – Donna Fargo